# 张澜
张澜（1872年4月2日—1955年2月9日），字表方，男，四川省順慶府南充县中和乡（今西充县莲池乡）人，中国民主革命家，中国民主同盟主席。中华人民共和国政治人物，原正国级领导人。

## 生平
张澜生于清朝同治十一年二月二十五（1872年4月2日）。其父张文倬为秀才，在农村当塾师。张澜自幼随父读书，1894年中秀才，旋补廪生。1902年，入四川成都尊经书院学习。1903年，被选派留学日本，入东京弘文学院师范科学习。1904年，因发表慈禧太后应归政光绪帝的言论，而被清朝驻日本公使遣送归国。此后，任南充顺庆府中学堂教习。1906年任该校监督，同时创办了南充民立二等小学，南充县高等小学。1909年10月，被推举为四川谘议局议员，但张澜坚辞不就。
1909年起，张澜参与立宪运动。1911年，被选为南充股东代表，赴成都参加四川保路运动，随即出任川汉铁路股东会副会长，参与领导四川保路运动。辛亥革命爆发，大汉四川军政府成立，张澜被军政府任命为川北宣慰使。1913年4月，当选为中华民国第一届国会众议院议员。1915年，在川西参与讨袁。1917年11月，被北京政府任命为四川省省长。1918年2月19日，与四川督军刘存厚从成都逃往绵阳，后奉命到北京。1919年，张澜支持新文化运动，支持四川籍学生留法勤工俭学。
1920年，张澜回到四川南充投身教育。1925年7月起，担任成都大学校长。在校长任内，他提倡思想和学术自由，允许中国共产党的社会科学研究社、国家主义派的惕社、中国国民党的健行社并存。该校还办有刊物《科学思想》，邀进步人士撰文宣传科学与民主。1930年，为抗议中国国民党压制思想和学术自由，张澜辞职回到南充，继续在中、小学从事教育工作。1934年，张澜应四川省政府主席刘湘之邀，出任四川安抚委员会委员长。中国工农红军长征途经四川时，张澜同中国共产党方面进行联系，促成四川地方实力派同中国工农红军达成联合反蒋协议。
1937年抗日战争爆发后，张澜获聘为国民参政会参政员，投身抗日民主运动。1939年11月，张澜、黄炎培、章伯钧等人在重庆成立了统一建国同志会，该会宗旨为“促进团结，共同抗日，实施宪政”。1941年3月，中国民主政团同盟成立，张澜出任主席。1944年，中国民主政团同盟改为中国民主同盟（简称“民盟”），张澜继续任主席。1943年，张澜发表了《中国需要真正民主政治》一文，呼吁中国实行民主，反对中国国民党的独裁。蔣中正看完后，当面要张澜“不要上共产党的当！”同时下令禁止发行。延安的《解放日报》则在1944年2月22日发表《参政员张澜著文抨击一党执政，要求实行真正民主政治》，对该文进行详细报導。
抗日战争胜利后，张澜代表民盟参加政治协商会议，坚持维护政协决议。1946年11月，國民政府决定召开制宪国民大会，中国共产党及民盟都表示反对，张澜率民盟抵制大会。随后，民盟被国民政府宣布为“非法团体”。张澜等民盟领导人被迫于1947年11月发表《中国民主同盟总部解散公告》。1948年初，沈钧儒等民盟领导人在香港决定恢复民盟总部，同中国共产党进行合作，实行新政治路线。张澜在政治及经济上对新的民盟总部给予支持。1949年春，中国国民党方面将张澜软禁于上海虹桥疗养院，計畫將张澜非公開處決，后来经过中共上海地下党组织的营救而脱险。
1949年6月，张澜等人自上海来到北平，9月出席中国人民政治协商会议第一届全体会议，并在会上当选为中央人民政府副主席、中国人民政治协商会议全国委员会常务委员。同年12月20日，在民盟一届五中全会上，张澜继续当选为民盟主席。1954年，张澜在第一届全国人民代表大会第一次会议上当选为全国人民代表大会常务委员会副委员长。同年，张澜当选为第二届中国人民政治协商会议全国委员会副主席。1954年9月，他出席第一次会议讨论宪法草案，期间并发言。

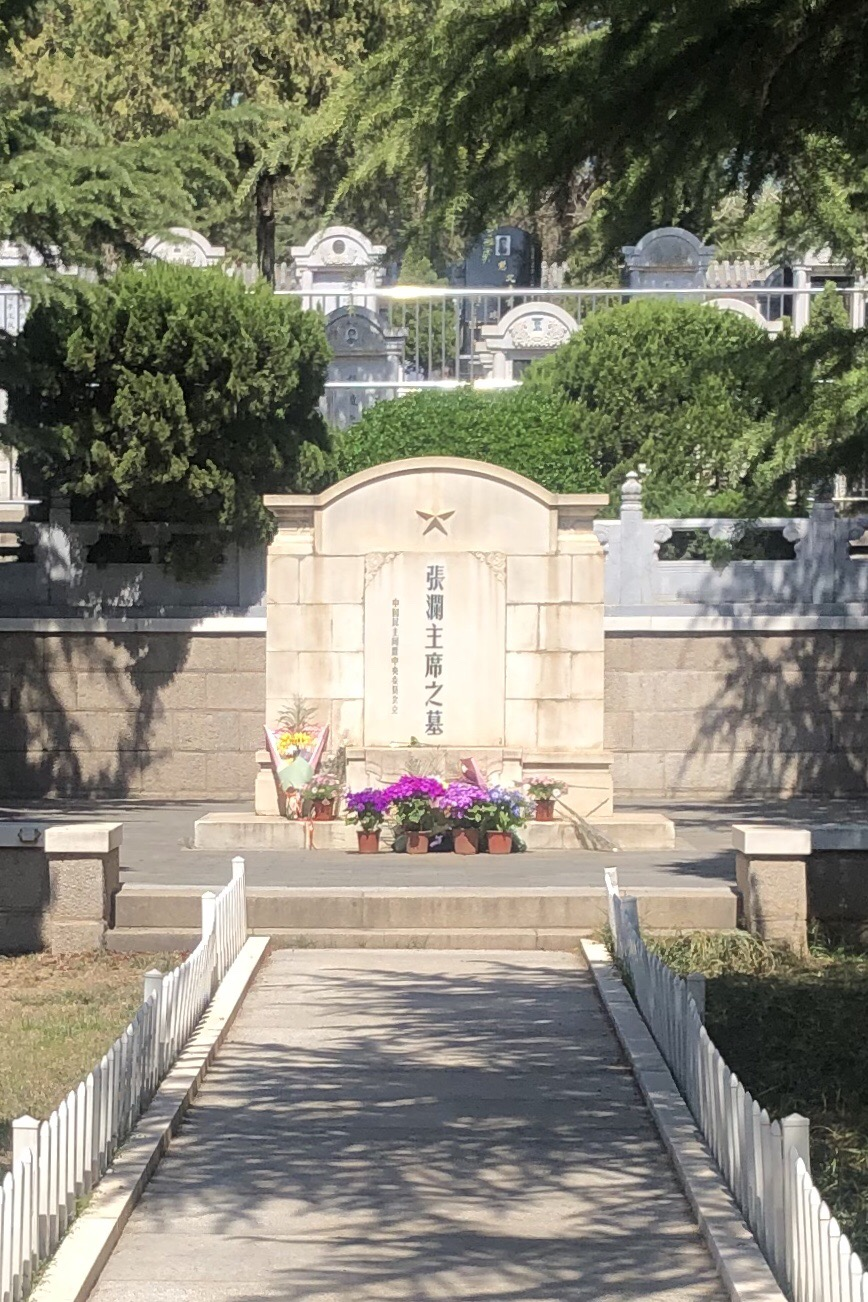
张澜墓，位于北京八宝山革命公墓内

1955年2月9日，张澜在北京市北京醫院病逝，享年83岁。后葬于北京八宝山革命公墓内。

## 家庭
- 孙女：张梅颖，任全国政协副主席。

## 著作
- 《墨子贵义》
- 《说仁·说义》
- 《四勉·一戒》
- 《中国需要真正民主政治》
- 《论五常》
- 《张澜诗集》